# Mirosław Bałka
Pour les articles homonymes, voir Balka.
Mirosław Bałka est un artiste polonais né en 1958 à Varsovie.

## Carrière
Il fait des installations et de l'art multimédia. En 2009, il a réalisé une installation pour le Turbine Hall de la Tate Modern à Londres, How It Is, une boîte cargo noire à l'extérieur comme à l'intérieur avec une rampe qui rappelle l'holocauste.

## Expositions
- Miroslaw Balka, Éric Poitevin, Centre d'art contemporain Le Creux de l'Enfer, Thiers, avril-juin 1995[1].